# Ricardo Chávez Soto
Ricardo Chávez Soto (Ciudad Victoria, 19 novembre 1994) è un calciatore messicano, difensore del Monterrey.

## Caratteristiche tecniche
È un terzino destro.

## Carriera

### Club
Cresciuto nel settore giovanile del Tigres UANL, ha esordito in prima squadra il 14 marzo 2014 disputando l'incontro di Copa México pareggiato 0-0 contro il Puebla.